# Nordisches System

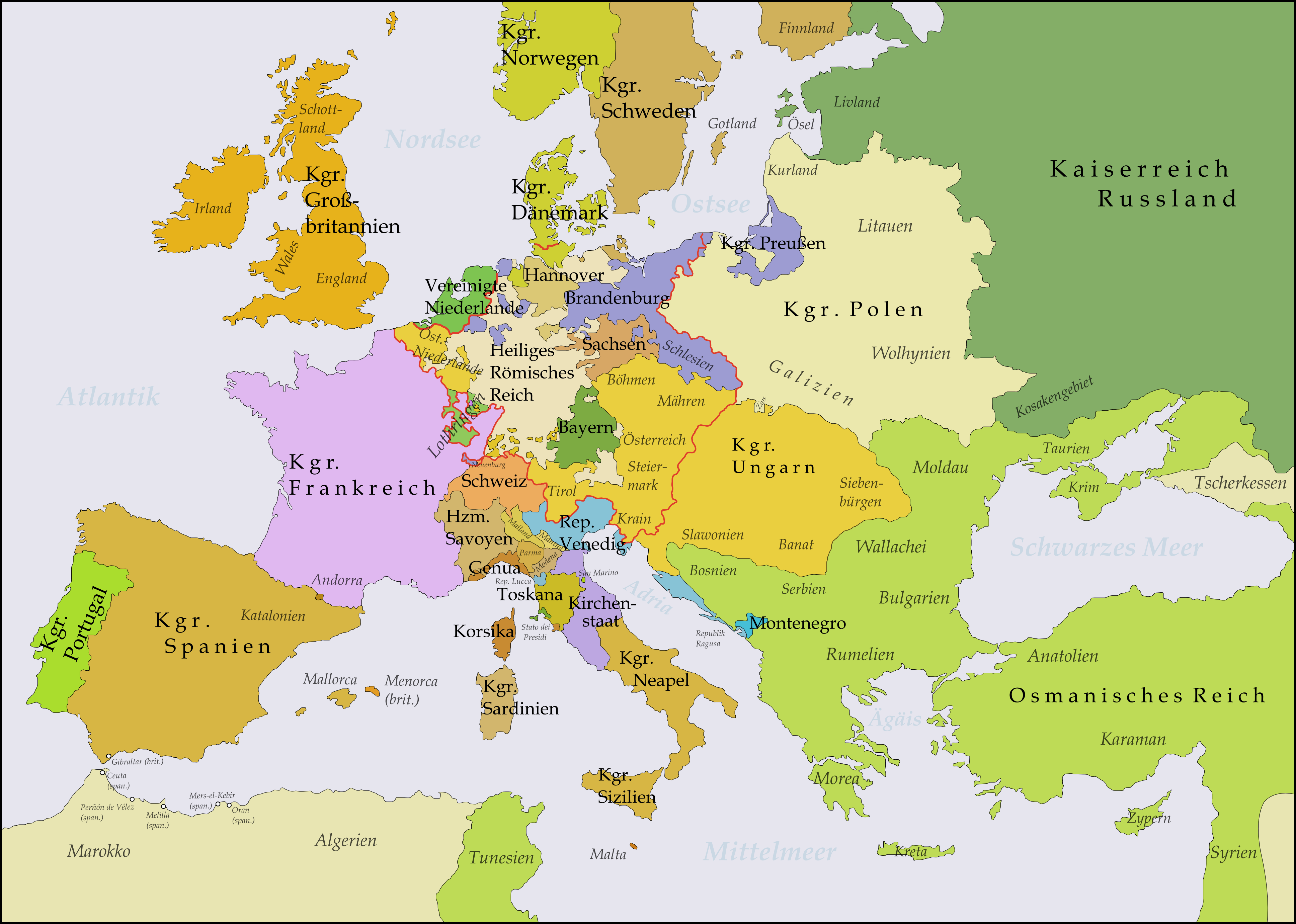
Europa zur Zeit des Siebenjährigen Krieges

Das Nordische System ist das Bündniskonzept, das die russische Außenpolitik im ersten Jahrzehnt der Regierung Katharinas II. unter der Führung von Nikita Iwanowitsch Panin verfolgte.

## Entstehungsgeschichte
Das Nordische System entstand als Programm der russischen Diplomatie in Reaktion auf die bündnispolitische Isolierung, in die Russland durch sein Ausscheiden aus der antipreußischen Liga des Siebenjährigen Krieges seit 1762 geraten war. Als Gegengewicht zu der fortbestehenden habsburgisch-bourbonischen Allianz im Süden Europas sollte nach Panins Vorstellung ein neues unabhängiges Bündnissystem unter Russlands Führung geschaffen werden: Ein Nordischer Accord zwischen Russland, England, Preußen und Dänemark, der zusätzlich Schweden und Polen als passive Partner einbezog.

## Auswirkungen
Politische Realität erlangte das Nordische System nur in Ansätzen. Zwar konnte Russland sein Bündnis mit Preußen von 1764, das die Grundlage des Systems bilden sollte, 1765 durch einen Freundschaftsvertrag mit Dänemark und 1766 durch ein neues Handelsabkommen mit England ergänzen. Doch gelang es der Diplomatie Panins nicht, die informelle Kooperation zwischen den potenziellen Bündnispartnern, wie sie sich vor allem in der nordischen Politik der 1760er Jahre – in der Wahrnehmung gemeinsamer Interessen gegenüber Schweden – entwickelt hatte, auf die Ebene einer förmlicheren Allianz zu heben. Dies scheiterte ebenso an Englands Ablehnung einer engeren Bindung an die russische Europa- und Orientpolitik wie an der Abneigung Preußens gegen eine Ausweitung der russisch-preußischen Entente auf andere Mächte. Langfristig rückten allerdings auch für Russland selbst andere außenpolitische Orientierungen in den Vordergrund. Sowohl die polnische Frage als auch neue Perspektiven in der Orientpolitik machten in den 1770er Jahren veränderte Bündniskonzepte erforderlich, die das Nordische System ablösten.